# Anastasija Zagorujko
Anastasija Giennadijewna Zagorujko (nazwisko panieńskie Romanowa; rus. Анастасия Геннадиевна Загоруйко; ur. 15 października 1988 w Zawodoukowsku) – rosyjska biathlonistka, trzykrotna mistrzyni Europy, medalistka mistrzostw świata juniorów.
W sezonie 2012/2013 zwyciężyła w klasyfikacji generalnej Pucharu IBU oraz w klasyfikacjach biegu indywidualnego oraz sprintu. Swoje osiągnięcie powtórzyła rok później, triumfując w klasyfikacji generalnej oraz klasyfikacjach sprintu i biegu pościgowego.

## Osiągnięcia

### Mistrzostwa świata
| Rok  | Miejscowość | Konkurencje | Konkurencje | Konkurencje | Konkurencje | Konkurencje | Konkurencje | Konkurencje |
| Rok  | Miejscowość | IN          | SP          | PU          | MS          | RL          | MR          | SR          |
| ---- | ----------- | ----------- | ----------- | ----------- | ----------- | ----------- | ----------- | ----------- |
| 2016 | Oslo        | 25.         | –           | –           | –           | 11.         | –           | –           |

### Puchar Świata

#### Miejsca w klasyfikacji generalnej
| Sezon     | Miejsce |
| --------- | ------- |
| 2011/2012 | 70.     |
| 2012/2013 | 89.     |
| 2013/2014 | –       |
| 2014/2015 | –       |
| 2015/2016 | 64.     |
| 2016/2017 | 83.     |

### Mistrzostwa świata juniorów
| 2006 Presque Isle (USA)  | DNS (IN), 34. miejsce (SP), 33. miejsce (PU),                         |
| 2008 Ruhpolding (Niemcy) | 14. miejsce (IN), 10. miejsce (SP), 15. miejsce (PU), 3. miejsce (RL) |
| 2009 Canmore (Kanada)    | 2. miejsce (IN), 10. miejsce (SP), 17. miejsce (PU), 2. miejsce (RL)  |

### Mistrzostwa Europy
| 2009 Ufa (Rosja)         | 6. miejsce (IN), 4. miejsce (SP), 2. miejsce (PU), 1. miejsce (RL) |
| 2010 Otepää (Estonia)    | 35. miejsce (IN)                                                   |
| 2012 Osrblie (Słowacja)  | 1. miejsce (IN), 8. miejsce (SP), 3. miejsce (PU), 2. miejsce (RL) |
| 2013 Bansko (Bułgaria)   | 1. miejsce (IN), 5. miejsce (RL)                                   |
| 2014 Nove Mesto (Czechy) | 23. miejsce (IN), 4. miejsce (RL)                                  |

### Puchar IBU

#### Miejsca na podium chronologicznie
| Lp. | Dzień        | Rok  | Miejscowość | Konkurencja                | Lokata | Pudła   | Czas biegu  | Strata  | Zwycięzca            |
| --- | ------------ | ---- | ----------- | -------------------------- | ------ | ------- | ----------- | ------- | -------------------- |
| 1.  | 30 listopada | 2012 | Beitostølen | Bieg indywidualny na 15 km | 2.     | 1+0+0+0 | 50:45.8 min | +46.8 s | Ann Kristin Flatland |
| 2.  | 1 grudnia    | 2012 | Beitostølen | Sprint na 7,5 km           | 3.     | 1+0     | 22:33.7 min | +29.7 s | Ann Kristin Flatland |
| 3.  | 16 grudnia   | 2012 | Ridnaun     | Bieg pościgowy na 10 km    | 3.     | 1+2+1+0 | 35:53.0 min | +23.6 s | Marte Olsbu          |
| 4.  | 5 stycznia   | 2013 | Otepää      | Bieg indywidualny na 15 km | 2.     | 1+0+1+0 | 47:20.0 min | +8.0 s  | Jekatierina Jurjewa  |
| 5.  | 6 stycznia   | 2013 | Otepää      | Sprint na 7,5 km           | 3.     | 1+0     | 21:37.7 min | +3,6 s  | Jekatierina Jurjewa  |
| 6.  | 2 lutego     | 2013 | Martell     | Sprint na 7,5 km           | 2.     | 1+0     | 26:09.2 min | +1,5 s  | Karolin Horchler     |
| 7.  | 3 lutego     | 2013 | Martell     | Bieg pościgowy na 10 km    | 2.     | 0+1+3+0 | 35:27.2 min | +10,6 s | Karolin Horchler     |
| 8.  | 7 lutego     | 2013 | Osrblie     | Bieg indywidualny na 15 km | 1.     | 0+0+0+0 | 44:04.0 min | –       | –                    |
| 9.  | 9 lutego     | 2013 | Osrblie     | Sprint na 7,5 km           | 1.     | 0+0     | 21:26.4 min | –       | –                    |
| 10. | 8 lutego     | 2014 | Osrblie     | Sprint na 7,5 km           | 2.     | 1+0     | 20:49.6 min | +9.5 s  | Olga Podczufarowa    |

#### Miejsca w klasyfikacji generalnej
| Sezon     | Miejsce |
| --------- | ------- |
| 2009/2010 | 66.     |
| 2011/2012 | 35.     |
| 2012/2013 | 1.      |
| 2013/2014 | 1.      |
| 2014/2015 | –       |
| 2015/2016 | 16.     |